# Димитрий Скепсидски
Димитрий Скепсидски e старогръцки полимат, граматик, преводач, историк и филолог от времето на Аристарх Самотракийски и Кратет от Малос.

## Биография
Роден е в град Скепсида на областта Малоазийска Мизия около 205 пр.н.е.
,
Починал около 130 пр.н.е.

Диоген Лаерций го описват като „произлизащ от добро семейство“ и като „отличен филолог“. Негов е обстойният труд посветен на обширната област Троада, родно място на реалната история за Троя и Троянската война. Троадският диакосмос (Троадският свят, старогр. Τρωικὸς διάκοσμος) съдържал поне 26 тома споменати от Страбон и предоставил на този древен географ обширна информация за малоазийските земи, както указва самият Страбон. Упоменава се и от Атеней  както и от Стефан Византийски, под заглавието Силиндион (старогр. Σιλίνδιον). Произведението „Троадският свят“ представлявало историко-географски коментар на книга Втора от Илиадата, където са изброени войските и силите на противниците; авторът описвал от кой географски район произлизали воините и с какво бил характерен техният роден край. Втора книга на Илиадата била позната под името Троянският списък или Троянски каталог. Съвременниците на Димитрий Скепсидски и други антични автори го споменавали често само като „Скепсидеца“, а също често и само като „Димитрий“ . Подробно е описано неговото литературно присъствие от Герхард Восий, в произведението „За Гръцката История“ (De Hist. Graec.).